# New York City Department of Education
New York City Department of Education (NYCDOE) är skolstyrelsen i  New York. Skoldistriktet är det största i USA, med över 1.1 miljoner elever som undervisas i över 1 700 olika skolor. Alla fem av stadens "boroughs" omfattas.

## Historik
1969 skapades New York City Board of Education. och 2002 bildades New York City Department of Education.

### Fotnoter
1. ↑  ”New York City Department of Education - About Us”. NYC Department of Education. 2012. Arkiverad från originalet den 10 juli 2013. https://archive.today/20130710045541/http://schools.nyc.gov/AboutUs/default.htm. Läst 3 september 2012.
2. ↑  Hartocollis, Anemona (7 juni 2002). ”CONSENSUS ON CITY SCHOOLS: HISTORY; Growing Outrage Leads Back to Centralized Leadership”. The New York Times. http://www.nytimes.com/2002/06/07/nyregion/consensus-city-schools-history-growing-outrage-leads-back-centralized-leadership.html.
3. ↑  ”The great experiment”. The Economist:  ss. 35–36. 10 november 2007.
4. ↑  Goodnough, Abby (24 september 2002), ”A New Sort of School Board, Bland and Calm”, New York Times, http://www.nytimes.com/2002/09/24/nyregion/a-new-sort-of-school-board-bland-and-calm.html, läst 12 september 2011